# Clavichorema trancasicum
Clavichorema trancasicum är en nattsländeart som beskrevs av Schmid 1955. Clavichorema trancasicum ingår i släktet Clavichorema och familjen Hydrobiosidae. Inga underarter finns listade i Catalogue of Life.